# Devant-les-Ponts
Devant-les-Ponts (deutsch 1915–1918 und 1940–1944 Vorbrücken) ist ein Stadtteil der Stadt Metz im Département Moselle in der französischen Region Grand Est (bis 2015 Lothringen), der 1908 durch Eingemeindung des gleichnamigen Dorfs entstanden ist.

## Geographie
Der Stadtteil Devant-les-Ponts der Stadt Metz in Lothringen liegt auf der linken Seite der Mosel, etwa zwei Kilometer nordwestlich des Stadtkerns von  Metz auf der rechten Seite der Mosel.

## Geschichte

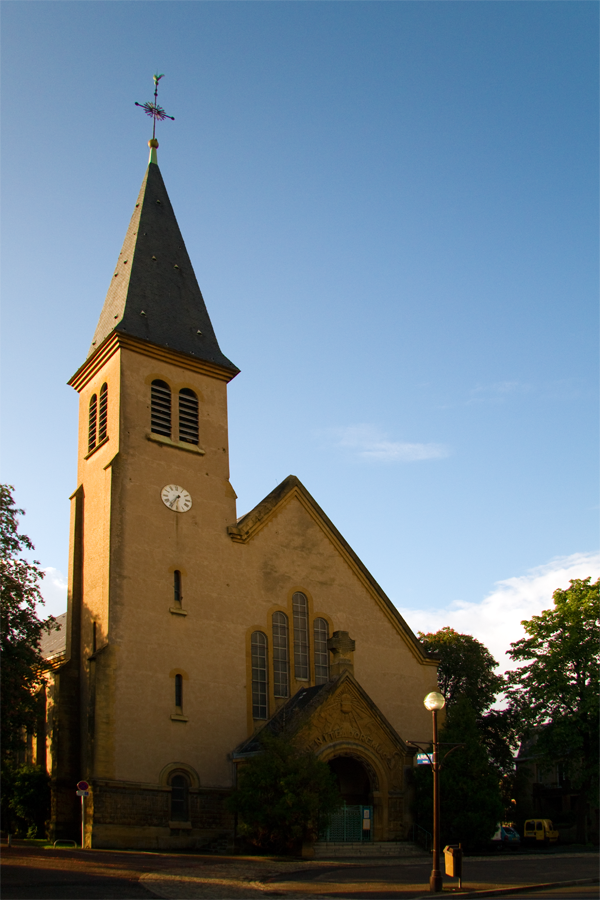
Heiliggeistkirche, ehemalige Dorfkirche

Devant les Ponts auf der linken, der Stadt Metz gegenüberliegenden Seite der Mosel auf einem Plan der Umgebung von Metz um 1900

Das frühere Dorf Devant les Ponts gehörte einst zum Bistum Metz.    Die Ortschaft war im 19. Jahrhundert eine Streusiedlung und hatte Garten-, Obst- und Weinbau sowie Produktionsstätten für chemische Produkte.
Durch den Frieden von Frankfurt vom 10. Mai 1871 kam die Region mit Devant les Ponts an Deutschland zurück und wurde dem Landkreis Metz, Bezirk Lothringen, im Reichsland Elsaß-Lothringen zugeordnet.  Am Anfang des 20. Jahrhunderts hatte das Dorf eine Eisengießerei, Dampfkessel-, Fleischwaren-, Malz-, Konserven-, Mineralwasser- und Zündhölzerfabrikation sowie eine Bierbrauerei.
Am 1. April 1908 wechselte Devant-les-Ponts vom Landkreis in den Stadtkreis Metz.
Nach dem Ersten Weltkrieg musste die Region aufgrund der Bestimmungen des Versailler Vertrags 1919 an Frankreich abgetreten werden. Während des Zweiten Weltkriegs  besetzte die deutsche Wehrmacht die Region. Bei der Einnahme durch im Bündnis mit der Sowjetunion kämpfenden westalliierten Streitkräften Ende 1944 wurde der Stadtteil durch Kriegshandlungen in Mitleidenschaft gezogen.

### Demographie
| Jahr | Einwohner | Anmerkungen |
| ---- | --------- | --- |
| 1793 | 0254      | [ 5 ] |
| 1821 | 0433      | [ 5 ] |
| 1841 | 0827      | [ 5 ] |
| 1861 | 0951      | [ 6 ] [ 5 ] |
| 1871 | 0889      | auf einer Fläche von 601 ha, in 188 Häusern mit 233 Familien, darunter 23 Evangelische; nach anderen Angaben 900 Einwohner                        |
| 1880 | 1772      | auf einer Fläche von 601 ha mit 187 Häusern, davon 1336 Katholiken, 431 Evangelische und fünf Juden                                               |
| 1885 | 1880      | [ 10 ] |
| 1890 | 2051      | in 209 Häusern mit 332 Haushaltungen, davon 1322 Katholiken, 721 Protestanten, eine Person eines sonstigen christlichen Glaubens und sieben Juden |
| 1895 | 2197      | [ 4 ] |
| 1900 | 2554      | mit der Garnison (ein Dragonerregiment Nr. 9) |
| 1905 | 3675      | [ 5 ] |
| 1910 | 4159      | [ 12 ] |